# Варли, Джон (художник)
Джон Варли (17 августа 1778, Хакни, Лондон — 17 ноября 1842) — британский художник-акварелист, также известный как астролог.
Родился в семье выходца из Линкольншира. Его отец, образованный человек, работавший домашним учителем в семье лорда Стэнхоупа, не поощрял склонностей сына к искусству и отдал его в ученики к серебряных дел мастеру. После смерти отца Джон Варли сбежал от своего наставника и некоторое время был портретистом в Холборне, а затем, приблизительно в 15- или 16-летнем возрасте, поступил в ученики к учителю рисования Джозефу Чарльзу Барроу, для которого рисовал эскизы зданий и был взят им в путешествие по городам Англии, чтобы выполнить наброски различных исторических зданий. Впоследствии в свободные часы Варли имел возможность рисовать с натуры пейзажи, а по вечерам брать дополнительные уроки рисования у художника Манро. В 1798 году выставил свою первую работу в Королевской академии художеств — картину «Вид собора в Питерборо». В 1799 году отправился в северный Уэльс, где рисовал с натуры местные горные пейзажи и куда затем возвращался в 1800 и 1802 годах; в этих поездках в значительной степени сформировалась его творческая манера. В 1804 году стал одним из основателей Общества акварелистов и представил на его первой выставке около 40 своих картин. Годом ранее женился; чтобы иметь возможность содержать семью, выполнял множество заказов по написанию картин, а также давал уроки рисования; некоторые из его учеников, такие как Джон Линнелл и Уильям Хант, впоследствии стали известными художниками. Был близким другом художника Уильяма Блейка, который по просьбе Варли написал серию работ, известную как «Головы призраков». Варли был также известен как убеждённый сторонник реальности астрологии и составитель гороскопов.
В энциклопедии «Британника» отмечалось, что работы Варли создают впечатление грациозности и торжественности, а также просты и развёрнуты по исполнению, написаны широкой кистью с использованием прозрачных оттенков и практически без применения непрозрачной краски. Его полотна оценивались как довольно манерные и условные, однако назывались хорошо продуманными и грамотно реализованными с точки зрения композиции. Отдельно оговаривалось, что его ранние работы, такие как акварель «Вид Темзы», были написаны с натуры и отличаются большей индивидуальностью, нежели более поздние творения, в основном представляющие собой горные и озёрные пейзажи, которые писались уже не непосредственно на природе. Перу Варли принадлежат три труда по теории живописи, «A Treatise on the Principles of Landscape Drawing» (1816—1821), «A Practical Treatise on the Art of Drawing in Perspective» и «Observations on Colour and Sketching from Nature» (1830), а также иллюстрированное им же астрологическое сочинение «A Treatise on Zodiacal Physiognomy» (1828).
- Эта статья (раздел) содержит текст, взятый (переведённый) из одиннадцатого издания «Британской энциклопедии», перешедшего в общественное достояние.